# Marphysa sinensis
Marphysa sinensis är en ringmaskart som beskrevs av Monro 1934. Marphysa sinensis ingår i släktet Marphysa och familjen Eunicidae. Inga underarter finns listade i Catalogue of Life.